# Ürfan Abbasov
Ürfan Abbasov (Baku, 14 ottobre 1992) è un calciatore azero, difensore dell'Araz.

## Carriera

### Club
Ha giocato nella massima serie azera.

### Nazionale
Tra il 2015 ed il 2018 ha totalizzato complessivamente 8 presenze ed una rete con la maglia della nazionale azera; in precedenza, aveva anche giocato alcune partite con la nazionale Under-21.

## Palmarès

### Club

#### Competizioni nazionali
- Coppa dell'Azerbaigian: 1

Qəbələ: 2018-2019